# Байшуй
Байшу́й (кит. упр. 白水, пиньинь Báishuǐ) — уезд городского округа Вэйнань провинции Шэньси (КНР). Уезд назван по реке Байшуй.

## История
Уезд Байшуй первоначально был образован ещё в царстве Цинь в 350 году до н. э., но при империи Хань был расформирован.
При империи Северная Вэй в 478 году из уезда Чэнчэн был выделен уезд Байшуй. В 487 году южная часть уезда была выделена в отдельный уезд Наньбайшуй (南白水县). При империи Суй в 583 году к уезду Байшуй были присоединены уезды Яогу (姚谷县) и Наньцюань (南泉县).
В 1950 году был создан Специальный район Вэйнань (渭南专区), и уезд вошёл в его состав. В 1956 году Специальный район Вэйнань был расформирован, и уезд стал подчиняться напрямую властям провинции Шэньси. В 1958 году уезд Байшуй был присоединён к уезду Пучэн.
В 1961 году Специальный район Вэйнань был создан вновь, и восстановленный в прежних границах уезд вновь вошёл в его состав. В 1969 году Специальный район Вэйнань был переименован в округ Вэйнань (渭南地区). В 1994 году постановлением Госсовета КНР были расформированы Округ Вэйнань и городской уезд Вэйнань, и образован городской округ Вэйнань.

## Административное деление
Уезд делится на 1 уличный комитет и 7 посёлков.

## Экономика
Уезд является крупным центром садоводства; в 2023 году площадь яблоневых садов составляла около 20 тыс. га, с которых было собрано более 2 млн тонн яблок. Кроме того, Байшуй экспортирует саженцы яблони в страны Центральной Азии.